# A bűbájos
A bűbájos (eredeti cím: The Good Witch)  2008-ban bemutatott romantikus, ifjúsági tévéfilm. Első ízben a Hallmark Channel vetítette 2008. január 19-én. Főszereplők Catherine Bell és Chris Potter. 

## Cselekménye
|  | Alább a cselekmény részletei következnek! |

Egy Middleton nevű kisvárosban egy 8-10 év körüli testvérpár (Jake Russell seriff gyerekei), Lori és Brandon szokásos útjukon haladnak. Az egyik kerítés mögött egy fekete dobermann hirtelen ugatásával és felugrásával rendszeresen megijeszti őket. Amikor futásnak erednek, a kutya kiszabadul és üldözni kezdi őket. Egy elhagyatott, romos villa kertjébe szaladnak, ahol Lori elesik. Az ajtóban egy hosszú, sötét hajú, fiatal, mosolygós hölgy áll. A kutya megáll és lefekszik a földre. A hölgy odamegy hozzá és azt mondja neki, hogy nem szabad ijesztgetnie a gyerekeket, majd a kapu felé mutat, mire a kutya eliramodik. A hölgy neve Cassandra Nightingale, aki csak nemrég költözött be a mindenki által kísértetjárta helynek tartott villába, ahol valamikor „A szürke hölgy” élt és egyesek (köztük Lori) időnként látni vélik. Cassandra később kiegészíti a történetet: „A szürke hölgy” az ő egyik őse. Amikor fiatal lány volt, szerelme, egy tengerész odaveszett a tengeren. A lány 28 éven keresztül várta, hogy visszatérjen, majd pedig belehalt a bánatba.
Cassandra egy kis boltot nyit a főutcán, ahol saját maga által készített ezoterikus dolgokat, főzeteket, gyöngyöket, illóolajokat és hasonlókat kezd árusítani. Működését azonban nem mindenki nézi jó szemmel. A polgármester felesége, Martha Tinsdale, a helyi városszépítő egylet vezetője szinte boszorkányüldözésbe kezd ellene, mert boszorkánynak tartja, még a fiait is felbiztatja, hogy festékszóróval csúfítsák el a bolt kirakatát, azonban a helyi rendőr észreveszi és elkapja őket.
Jake eleinte kötelességből, majd egyre inkább szimpátiából gyakran felkeresi Cassandrát és a gyerekei is kedvelik. Lori három éve, az anya halála óta a legtöbb éjszaka sikoltozva ébred a rémálmaiból. Cassandra egy álomfogót ad neki és azt tanácsolja, nehogy nyulakkal álmodjon. A kislány megfogadja a tanácsot, és a rémálmok hirtelen megszűnnek.
Brandont az iskola előtt egy kissé nagyobb fiú rendszeresen zsarolja: elveszi a tízóraiját, majd pénzt követel tőle. Brandon Cassandrához fordul, hogy varázsolja el a fiút békává vagy kecskévé, Cassandra beleegyezik a „varázslatba” (bár megjegyzi, hogy szerinte mindenki tud varázsolni) és egy csillogó, sötét kristályt ad neki, de ugyanakkor Brandonnak is meg kell tennie pár dolgot, hogy a varázslat működjön: magánál kell tartania a kristályt; legalább 5 percig figyelnie kell a fiút; be kell mutatnia a fiút Brandon apjának; végül Kyle érintse meg a kristályt. Brandon annyira fél a fiútól, hogy lehetetlennek tartja a feladatot, de lassan sikerül mindet megcsinálnia és összebarátkoznak Kyle-lal, akiről kiderül, hogy apja pénzt követel a fiától, de nem ad neki rendszeresen enni.
Cassandra és Jake egy romantikus estét töltenek együtt. Cassandra az utcán találkozik Jake apósával, George-dzsal, és az üzletben egy lóherét tartalmazó talizmánt ad neki. George elárulja, hogy mindig szerette volna megkeresni ír gyökereit, de nem volt pénze, hogy hazalátogasson Írországba. Cassandra arra biztatja, ne adja fel az álmait.
Halloweenkor csak néhány gyerek érkezik, mert többségüknek a szülei megtiltották, hogy Cassandra házához menjenek. Köztük van Nancy és a férje. A pár hosszú ideje szeretett volna gyereket, de Nancy csak az után esett teherbe, hogy Cassandra egy illóolajat ajánlott neki. Cassandra az este folyamán arról beszél Jake-kel, hogy inkább továbbáll, mivel a városban nem mindenki látja szívesen. (ez után kapják a hírt, hogy a polgármester fiai megrongálták a boltját). Mivel Cassandra nem akarja, hogy a fiúk a kiskorúak bírósága elé álljanak, ezért a polgármester felesége is visszavonulót fúj, és abbahagyja Cassandra zaklatását. Így nincs oka, hogy elmenjen a városból.
A történet során a nézőnek végig az az érzése (a történet szereplőivel együtt), hogy Cassandra valamilyen varázserővel bír, de erre semmilyen tárgyi bizonyíték nincs, nem történnek misztikus, megmagyarázhatatlan dolgok. Az egyetlen kézzelfogható dolog egy jellegzetesen „boszorkányos”, vastag cirokseprű, ami a történet végén a boltban látható, holott a bolt éjszaka zárva van, a seprű pedig korábban Cassandra kamrájában volt.
|  | Itt a vége a cselekmény részletezésének! |

## Szereposztás
| Szereplő                       | Színész                 | Magyar hang        |
| ------------------------------ | ----------------------- | ------------------ |
| Cassandra "Cassie" Nightingale | Catherine Bell          | Kisfalvi Krisztina |
| Jake Russell seriff            | Chris Potter            | Tokaji Csaba       |
| Brandon Russell                | Matthew Knight          | Timon Barna        |
| Lori Russell                   | Hannah Endicott-Douglas | Pekár Adrienn      |
| Michael                        | Nathan McLeod           |                    |
| Kyle                           | Jesse Bostick           |                    |
| Nancy                          | Paula Boudrea           |                    |
| Derek Sanders                  | Noah Cappe              | Stern Dániel       |
| Martha Tinsdale                | Catherine Disher        | Kocsis Mariann     |
| George                         | Peter MacNeil           | Papp János         |
| Walter Cobb                    | Allan Royal             |                    |

## Forgatási helyszínek
A történet a kitalált Middleton nevű településen játszódik, a forgatás helyszínei azonban Hamilton (Ontario állam) és Niagara-on-the-Lake (Ontario) voltak.

## Fogadtatás
A film nagy sikert aratott a Hallmark Channelen a bemutatás napján, az addigi második legsikeresebb eredeti film volt. Közel 3,2 millió háztartásban nézték.

## Díjak, jelölések
jelölések
- 2008, Directors Guild of Canada – Team Award
- 2009, Motion Picture Sound Editors, USA – Golden Reel Award
- 2009, Young Artist Awards – Young Artist Award for Supporting Young Actor: Matthew Knight
- 2009, Young Artist Awards – Young Artist Award for Supporting Young Actress: Hannah Endicott-Douglas

## Folytatások
2009. február 7-én a Hallmark Channel bemutatta a történet folytatását, a Parányi varázslat-ot (eredeti címén "The Good Witch's Garden"). A harmadik részt, a Parányi varázslat: Az esküvőt 2010. november 13-án mutatták be a Hallmarkon.
Catherine Bell 2010 december végén közhírré tette twitteren, hogy a negyedik rész forgatásai befejeződtek. A Hallmark a negyedik részt 2011 október 29-én mutatta be Parányi varázslat: A család címmel. 2012 júniusában Catherine Bell bejelentette twitteroldalán, hogy júliusban és augusztusban megkezdődnek az 5. és 6. rész forgatási munkálatai. Az ötödik részt, a Parányi varázslat: Bűbáj-t 2012-ben, a hatodik részt, a Parányi varázslat: A végzet-et 2013-ban, a Parányi varázslat: Csoda című filmet 2014-ben mutatták be.
Ezt követően a történet a "Parányi varázslat" című sorozattal folytatódott.

## Megjelenése
A „Régió 1-es” DVD 2010. január 5-én jelent meg.